# Filmfestival van Cannes 2019
Het 72ste Filmfestival van Cannes was een internationaal filmfestival dat plaatsvond in Cannes, Frankrijk van 14 tot 25 mei 2019.
Het festival opende met de film The Dead Don't Die van Jim Jarmusch. De affiche eerde de begin 2019 overleden filmregisseuse Agnès Varda met een foto tijdens de opnames van haar debuutfilm La Pointe courte (1955).

## Competitie

### Jury
De internationale jury:
| Naam | Naam                                         | Beroep                                            | Land             |
| ---- | -------------------------------------------- | ------------------------------------------------- | ---------------- |
|      | Alejandro González Iñárritu (juryvoorzitter) | Filmregisseur, scenarioschrijver en filmproducent | Mexico           |
|      | Enki Bilal                                   | Auteur, artiest, filmmaker                        | Frankrijk        |
|      | Robin Campillo                               | Filmmaker                                         | Frankrijk        |
|      | Maimouna N'Diaye                             | Actrice en filmmaker                              | Senegal          |
|      | Elle Fanning                                 | Actrice                                           | Verenigde Staten |
|      | Giorgos Lanthimos                            | Filmmaker                                         | Griekenland      |
|      | Paweł Pawlikowski                            | Filmmaker                                         | Polen            |
|      | Kelly Reichardt                              | Filmmaker                                         | Verenigde Staten |
|      | Alice Rohrwacher                             | Filmmaker                                         | Italië           |

### Selectie (langspeelfilms)
Speelfilms geselecteerd voor de competitie:
| Film                                               | Regisseur                                | Land                                             | Prijzen           |
| -------------------------------------------------- | ---------------------------------------- | ------------------------------------------------ | ----------------- |
| The Dead Don't Die (openingsfilm)                  | Jim Jarmusch                             | Verenigde Staten                                 |                   |
| Atlantique                                         | Mati Diop                                | Frankrijk - Senegal                              | Grand Prix        |
| Bacurau                                            | Kleber Mendonça Filho, Juliano Dornelles | Brazilië                                         | Prijs van de jury |
| Frankie                                            | Ira Sachs                                | Verenigde Staten - Frankrijk - Portugal - België |                   |
| A Hidden Life                                      | Terrence Malick                          | Verenigde Staten - Duitsland                     |                   |
| It Must Be Heaven                                  | Elia Suleiman                            | Frankrijk - Canada                               |                   |
| Little Joe                                         | Jessica Hausner                          | Oostenrijk - Duitsland - Verenigd Koninkrijk     |                   |
| Matthias & Maxime                                  | Xavier Dolan                             | Canada                                           |                   |
| Les Misérables (in competitie voor de Caméra d'or) | Ladj Ly                                  | Frankrijk                                        | Prijs van de jury |
| Mektoub, My Love: Intermezzo                       | Abdellatif Kechiche                      | Frankrijk                                        |                   |
| Roubaix, une lumière                               | Arnaud Desplechin                        | Frankrijk                                        |                   |
| Once Upon a Time in Hollywood                      | Quentin Tarantino                        | Verenigde Staten                                 |                   |
| Dolor y gloria                                     | Pedro Almodóvar                          | Spanje                                           |                   |
| Parasite (기생충)                                  | Bong Joon-ho                             | Zuid-Korea                                       | Gouden Palm       |
| Portrait de la jeune fille en feu                  | Céline Sciamma                           | Frankrijk                                        | Queer Palm        |
| Sibyl                                              | Justine Triet                            | Frankrijk                                        |                   |
| Sorry We Missed You                                | Ken Loach                                | Verenigd Koninkrijk                              |                   |
| Il traditore                                       | Marco Bellocchio                         | Italië                                           |                   |
| Gomera                                             | Corneliu Porumboiu                       | Roemenië - Frankrijk - Duitsland                 |                   |
| The Wild Goose Lake (南方车站的聚会)               | Diao Yinan                               | China                                            |                   |
| Le jeune Ahmed                                     | Jean-Pierre Dardenne, Luc Dardenne       | België                                           |                   |

Langspeelfilms buiten competitie:
| Film                             | Regisseur                      | Land                |
| -------------------------------- | ------------------------------ | ------------------- |
| La Belle Époque                  | Nicolas Bedos                  | Frankrijk           |
| Rocketman                        | Dexter Fletcher                | Verenigd Koninkrijk |
| Diego Maradona                   | Asif Kapadia                   | Verenigd Koninkrijk |
| Les Plus Belles Années d'une vie | Claude Lelouch                 | Frankrijk           |
| Too Old to Die Young             | Nicolas Winding Refn           | Verenigde Staten    |
| Hors Normes (slotfilm)           | Eric Toledano, Olivier Nakache | Frankrijk           |

Séances de minuit:
| Film                                                  | Regisseur   | Land       |
| ----------------------------------------------------- | ----------- | ---------- |
| The Gangster, the Cop, the Devil (악인전; Ak-in-jeon) | Lee Won-Tae | Zuid-Korea |
| Lux Aeterna                                           | Gaspar Noé  | Frankrijk  |

Séances spéciales:
| Film                                      | Regisseur                    | Land                        |
| ----------------------------------------- | ---------------------------- | --------------------------- |
| For Sama                                  | Waad Al Kateab, Edward Watts | Syrië - Verenigd Koninkrijk |
| Share (in competitie voor de Caméra d'or) | Pippa Bianco                 | Verenigde Staten            |
| Être vivant et le savoir                  | Alain Cavalier               | Frankrijk                   |
| Ice on Fire                               | Leila Conners                | Verenigde Staten            |
| Tommaso                                   | Abel Ferrara                 | Verenigde Staten            |
| Chicuarotes                               | Gael García Bernal           | Mexico                      |
| La Cordillera de los sueños               | Patricio Guzmán              | Chili                       |
| Family Romance, LLC                       | Werner Herzog                | Duitsland                   |
| 5B                                        | Dan Krauss                   | Verenigde Staten            |
| Que sea ley                               | Juan Solanas                 | Argentinië                  |

## Prijswinnaars
| Categorie                   | Winnaar           | Regisseur of film                        | Land                                   |
| --------------------------- | ----------------- | ---------------------------------------- | -------------------------------------- |
| Gouden Palm                 | Parasite (기생충) | Bong Joon-ho                             | Zuid-Korea                             |
| Grote Prijs                 | Atlantique        | Mati Diop                                | Frankrijk - Senegal                    |
| Juryprijs (ex-aequo)        | Les Misérables    | Ladj Ly                                  | Frankrijk                              |
| Juryprijs (ex-aequo)        | Bacurau           | Kleber Mendonça Filho, Juliano Dornelles | Brazilië                               |
| Beste actrice               | Emily Beecham     | Little Joe                               | Verenigd Koninkrijk - Verenigde Staten |
| Beste acteur                | Antonio Banderas  | Dolor y gloria                           | Spanje                                 |
| Beste scenario              | Céline Sciamma    | Portrait de la jeune fille en feu        | Frankrijk                              |
| Gouden camera (Caméra d'or) | Nuestras madres   | César Díaz                               | Guatemala - België                     |